# Гвардейское (Чечня)
Гварде́йское (чечен. Іелин-Юрт) — село в Надтеречном районе Чеченской Республики. Административный центр Гвардейского сельского поселения.

## География

Гвардейское сельское поселение на карте Надтеречного района

Селение расположено на правом берегу реки Терек, в 9 км к западу от районного центра — села Знаменское, в 16 км к юго-западу от ближайшей железнодорожной станции Ищёрской и в 95 км к северо-западу от города Грозный.
Ближайшие населённые пункты: на юго-западе — село Братское, на севере — станица Галюгаевская и на северо-востоке — село Бено-Юрт.

## Название
В 1944 году после выселения чеченцев и упразднения Чечено-Ингушской АССР, селение Али-юрт было переименовано в Гвардейское.
Название «Гвардейское» дано в память о гвардейцах, героически сражавшихся против немецко-фашистских захватчиков, с августа 1942 по январь 1943 года, защищая подступы к нефтяному Грозному. Постановлением Президиума Верховного Совета ЧИАССР от 14 августа 1989 года селу было переименовано в Элин-Юрт.
Чеченское название Элин-юрт (чечен. Іелин-Юрт), видимо дано по имени первопоселенца Али (чеч. Іели), по преданиям, считавшимся основателем данного села.
Согласно легендам, действия, изображенные в героической песне «Теркаца хьала-охьа вехаш хиллачу Эла Мусостанний, Адин Сурхонний илли», разворачивались в селении Элин-Юрт (Гвардейское).

## История

### В древности
К югу от села обнаружены древние захоронения. Учёными были исследованы погребения кургана № 2:
- Погребения № 3, 4, 8 — памятники эпохи средней бронзы — III-е тыс. до н. э.

В погребении № 8 обнаружены шесть массивных бронзовых колец, фаянсовые многочастные пронизи, фаянсрвый и бронзовый бисер. В погребении № 3 обнаружены два каменных топора той же эпохи средней бронзы, это единственный случай, когда в древних курганах Северного Кавказа III тыс. до н. э. обнаруживаются сразу два каменных топора. Кроме этих двух погребений, по мнению учёных, к периоду средней бронзы относится и погребение № 4.
- Погребения № 5, 9 — памятники эпохи поздней бронзы.

- Погребения № 1, 2, 7 — памятники эпохи раннего железа — II—I века до н. э.

## Население
| 1970  | 1990  | 2002  | 2010  | 2012  | 2013  | 2014  |
| ----- | ----- | ----- | ----- | ----- | ----- | ----- |
| 4962  | ↘4907 | ↗7184 | ↗7471 | ↗7715 | ↗8034 | ↗8268 |
| 2015  | 2016  | 2017  | 2018  | 2019  | 2020  | 2021  |
| ↗8299 | ↗8323 | ↗8386 | ↗8431 | ↗8459 | ↘8446 | ↗8836 |
| 2023  | 2024  |       |       |       |       |       |
| ↘8834 | ↗8854 |       |       |       |       |       |

Национальный состав
Национальный состав населения села по данным Всероссийской переписи населения 2010 года:
| Народ               | Численность, чел. | Доля от всего населения, % |
| ------------------- | ----------------- | -------------------------- |
| чеченцы             | 7037              | 94,19 %                    |
| аварцы              | 273               | 3,65 %                     |
| другие / не указано | 161               | 2,16 %                     |
| всего               | 7471              | 100,00 %                   |

## Микротопонимы
- Памятник воинам, погибшим в Великой Отечественной войне. Воздвигнут в селе на братской могиле.
- Элан хьун — «Княжеский лес». Лесной массив к юго-востоку от села.
- Халадан хьун — Тот же лесной массив, к юго-востоку от села. Халад — бывший офицер царской армии, имел обширные владения, располагавшиеся по правому берегу Терека.
- Зандакъойн бассе — «Склон зандакойцев». Урочище на северном склоне Терского хребта, использовавшийся под посевы и пастбища жителями села, выходцами из общества Зандакой.
- Шу тӏера кешнаш — «Кладбище на террасе». Сельское кладбище в южной окраине села Гвардейское.
- Шира кешнаш — Старое кладбище в пределах села.
- Чарташ дохку меттиг — «Место, где стоят надмогильные стелы». В старом кладбище, в пределах села.
- Цугин хи — «Цугин источник». В южной части села. «Цуга» — собственное мужское имя.
- Бугӏин некъ — «Дорога Буги». Выходит из села к реке Тереку. «Бугӏа» — собственное мужское имя.
- Айдин кхор — «Груша Айды». Урочище с одинокой грушей, расположенное в северной окраине села.
- Алашин хи — «Алаши источник». Расположен в северной части села. «Алаша» — редкое мужское собственное имя, происходящее от чеченского «алаша» — кляча[6].

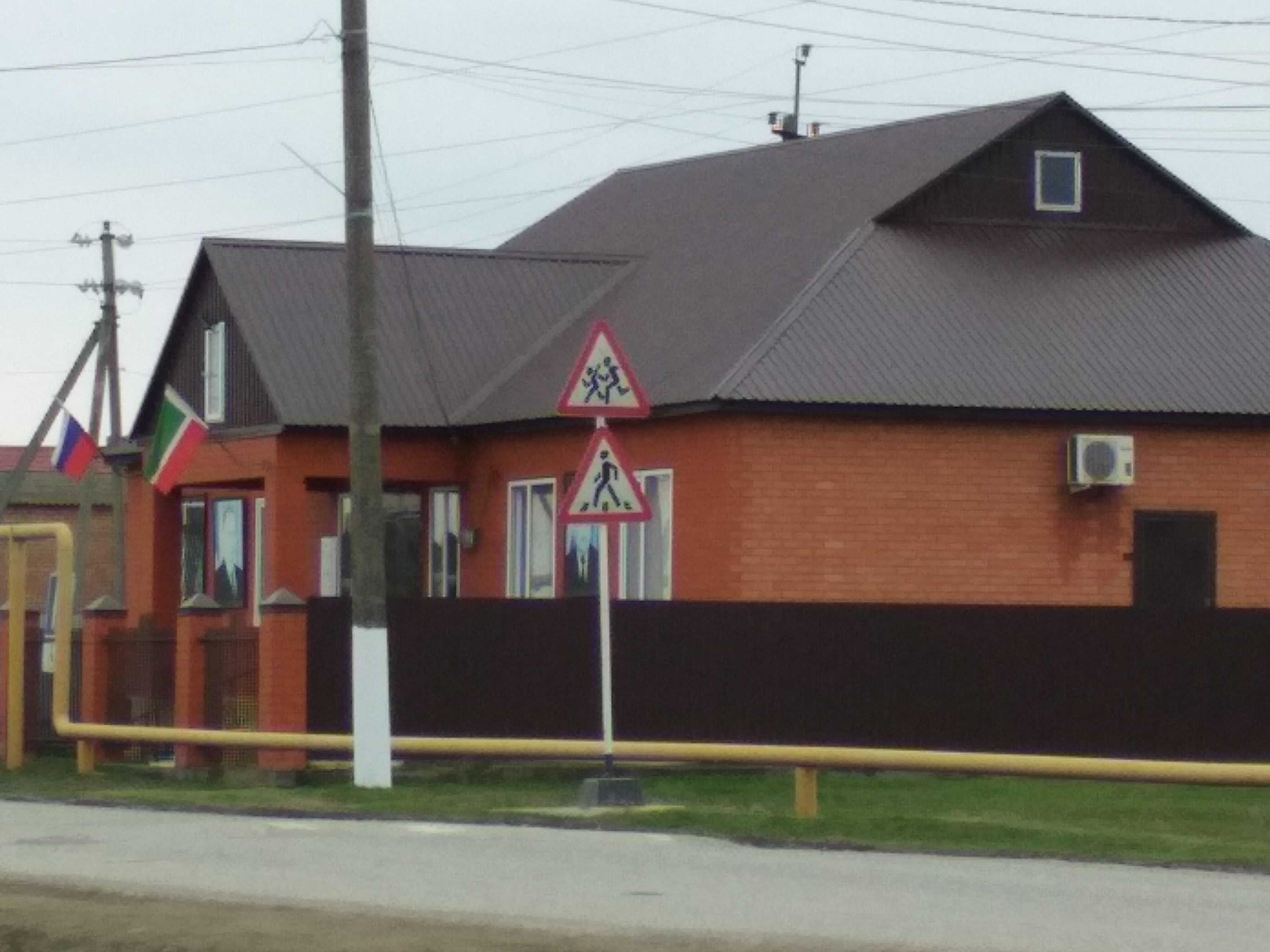
Администрация Гвардейского сельского совета

## Образование
- Гвардейская муниципальная средняя общеобразовательная школа № 1[24].
- Гвардейская муниципальная средняя общеобразовательная школа № 2 им. Аюба Мальсагова[25].
- Гвардейская муниципальная средняя общеобразовательная школа № 3[26].
- Гвардейский социально-реабилитационный центр для несовершеннолетних[27].
- МБДОУ Детский сад № 1 «Малыш»[28].

## Известные жители села
- Гериханов Ихван Баудинович (1954) — политический, государственный и общественный деятель Чеченской Республики[29][30].
- Эльмурзаев, Ахмадхан Мусайпович (род. 16 июня 1998 года) — российский боец смешанных единоборств.
- Чимаев Хамзат Хизарович (род. 1 мая 1994 года) — шведский боец смешанных единоборств, чемпион Швеции по Вольной борьбе в среднем и полусреднем весе.